# Aquarium de Barcelona
El Aquarium de Barcelona, situado en el Puerto Viejo de Barcelona, es el principal y único gran acuario de la ciudad y de Cataluña. Además, es el centro más importante del mundo en temática mediterránea. El complejo, que fue inaugurado en 1995, dispone de 35 acuarios diferentes que contienen unos 11.000 animales pertenecientes a 450 especies distintas. Pertenece al grupo Aspro Parks.
En 2015 fue visitado por 1.549.480 visitantes, situándose en la cuarta posición entre las atracciones más visitadas de la ciudad de Barcelona, solo por detrás de la Sagrada Familia, el Park Güell y el Museo del FC Barcelona.

## Instalaciones

### El oceanario
El oceanario es el tanque de mayores dimensiones de l'Aquàrium (36 metros de diámetro y 5 de profundidad), y contiene 3,7 millones de litros de agua salada. Cuenta, además, con un túnel subacuático transparente de más de 80 metros de longitud.
El oceanario muestra una síntesis de las especies más representativas del Mediterráneo, entre las que se incluyen morenas, peces luna, doradas, rayas y los tiburones de mayor tamaño del complejo: el tiburón toro y el jaquetón de Milberto. Otras especies interesantes son el cerdo marino, la cañabota y el pez guitarra.

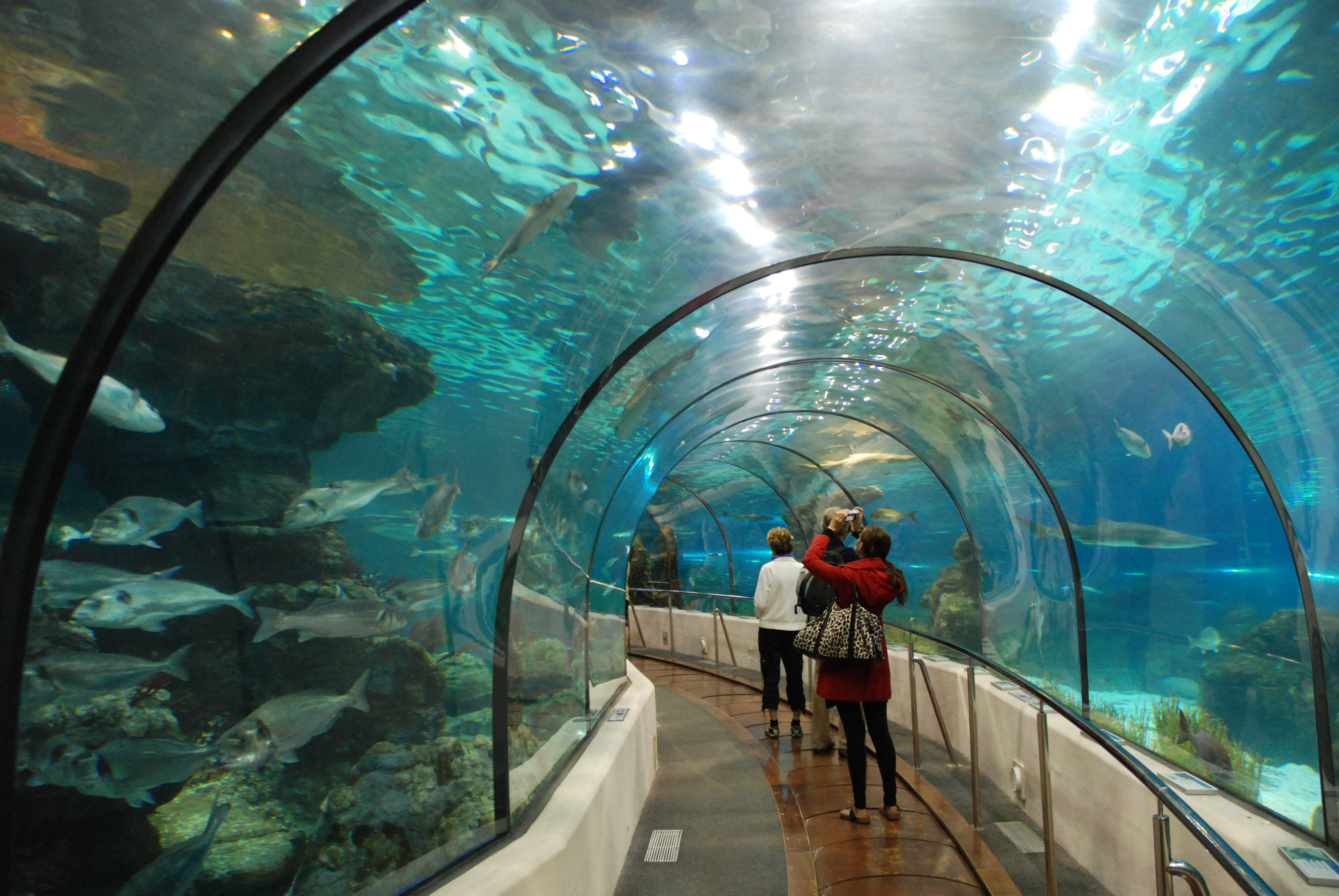
Túnel acristalado del Oceanario.

### Acuarios mediterráneos
L'Aquàrium cuenta con 14 acuarios representativos de las diferentes comunidades mediterráneas con las especies más características. Además, recrea dos zonas protegidas de la costa catalana: el Delta del Ebro y las Islas Medas. Entre los espacios recreados se encuentran la comunidad de Posidonia, la comunidad del coral rojo, la comunidad de zona intermareal, la comunidad de cuevas y grietas, entre otros.

### Acuarios temáticos
Los acuarios temáticos de l'Aquàrium de Barcelona son tanques reducidos para especies de pequeñas dimensiones. En ellos se representan a los invertebrados marinos (erizos y estrellas de mar), caballitos de mar, huevos de pintarroja, corales tropicales y dragones marinos.

### Acuarios tropicales
Los siete acuarios tropicales del complejo representan los ecosistemas típicos del Mar Rojo, la Gran Barrera de Coral Australiana y el Mar Caribe, así como peces venenosos y tiburones de aguas tropicales.

### Planeta Aqua
Planeta Aqua es un gran pabellón situado al final del recorrido por el acuario. En él se disponen varias instalaciones con especies adaptadas a distintas condiciones acuáticas. En el centro de la sala se dispone un tanque de poca profundidad con peces guitarra y rayas, y en el altillo circular, una serie de acuarios dedicados a especies caracterizadas por su aspecto, la práctica de fenómenos de camuflaje, simbiosis o por ser considerados fósiles vivientes. También se disponen paneles informativos sobre la oceanografía y aspectos medioambientales. Algunas de las otras exposiciones de Planeta Aqua incluyen:

#### La vida en el frío
Esta instalación muestra una colonia de pingüinos con posibilidad de observación en superficie y bajo el agua.

#### El universo tropical
Este espacio consiste en la recreación de tres tramos de un río amazónico, donde se pueden observar iguanas, pirañas y camaleones, entre otras especies.

#### El mundo de la oscuridad
Los acuarios dedicados a medusas y especies bentónicas se disponen en el interior de la réplica a escala real de un cachalote.

#### Una búsqueda pendiente
Un espacio dedicado principalmente al público infantil donde se explica la historia del conocimiento de los océanos y el uso de distintos instrumentos oceanográficos.

### ¡Explora!
¡Explora! es el principal espacio interactivo enfocado al público infantil. En él se representan tres ambientes de la costa mediterránea (Las marismas del Delta del Ebro, la Costa Brava y las cuevas submarinas de las Islas Medas).

## Galería
|  |  |  |  |